# 長生店

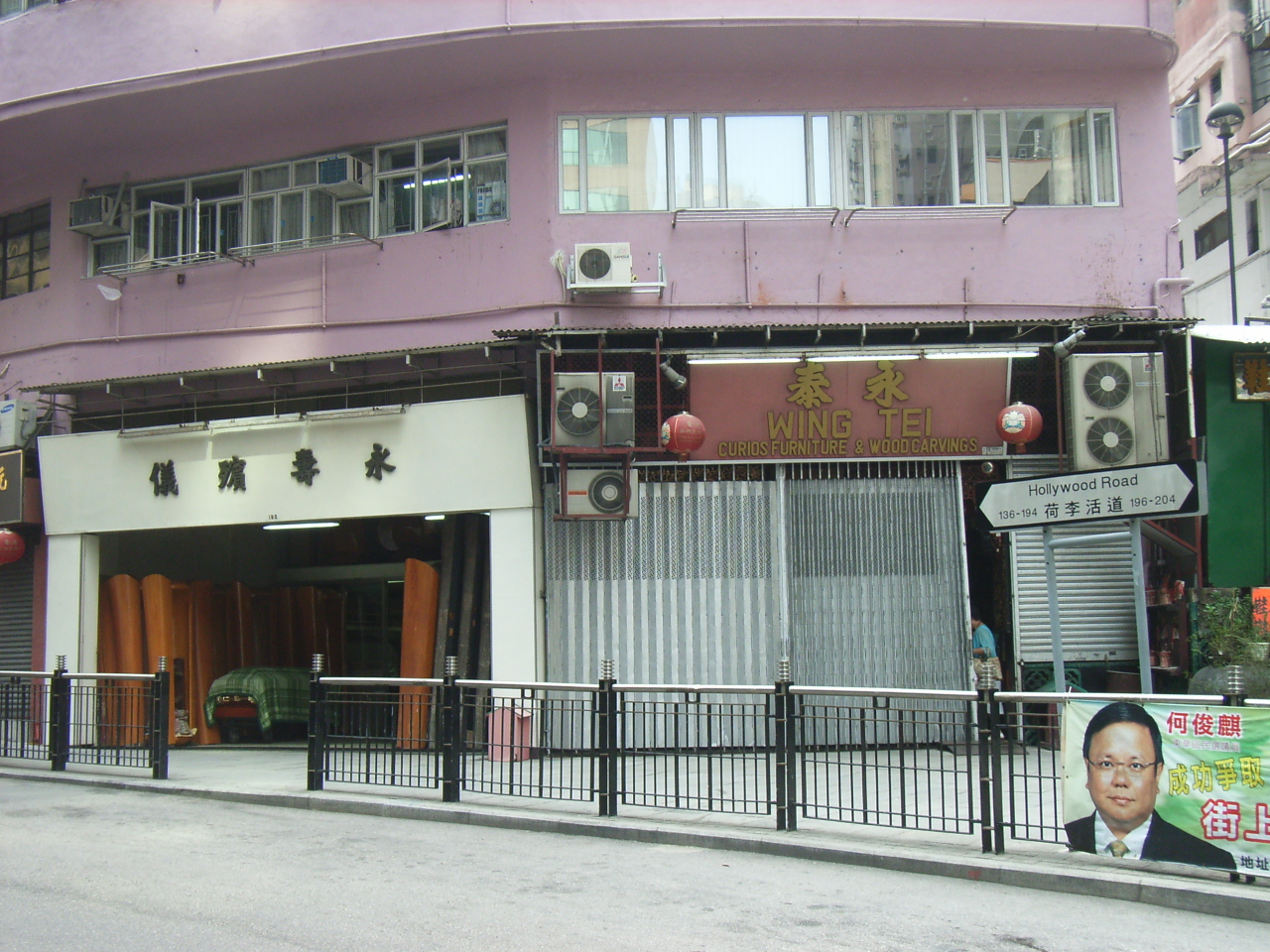
在香港上環荷李活道的一間殯儀服務公司

長生店指專門售賣棺材的店舖，通常兼售其他殯儀用品與提供殯儀服務。臺灣稱做禮儀公司或生命禮儀公司、日本則稱作葬儀社。長生店一般不會在旺區經營，因為租金貴，而且業主也不會租給他們，所以多數會集中在殯儀館附近，以方便招攬生意。經營長生店和經營其他殯儀服務一樣，都是厭惡性行業。

## 香港
在香港的長生店（殯儀服務公司），是一種傳統古老的行業，生意及店子也是祖傳物業經營的，所以不會有租鋪新開業這回事的。在供應鏈分析，最終的消費者是孝子，不過他們多數都是殯儀服務的外行人，專程到長生店為先人擇棺木的場面，實在少見，他們多數都是買全包宴，只支一個總數目，請殯儀服務公司全包整項喪葬禮儀。在香港語彙中，長生是指「長生福壽」，店內賣的就是「壽」—— 棺材。

## 臺灣
在台灣，早期稱作葬儀社或禮儀社，在2000年代後逐漸企業化經營而改稱禮儀公司或生命禮儀公司。早期台灣的喪家大部份都是委託附近的殯葬業者處理喪禮，而現在大部份都是委託禮儀公司或生命禮儀公司來處理。這些禮儀公司或生命禮儀公司會派遣公司內受過完整訓練的禮儀師來協助往生者的家屬，從往生者過世當天開始，到火化安葬進塔這整個流程完整包辦且圓滿處理。台灣的禮儀公司或生命禮儀公司有很多，較知名的連鎖業者有萬安生命科技、國寶集團、龍巖人本、金寶山等等。
在台灣，禮儀公司或生命禮儀公司所在的地方大部份都在殯儀館旁邊，這些地區被稱作福地，但是由於是厭惡性行業，福地和福地附近的房價都比較低。

## 資料來源
1. ↑  中時電子報-北市買房近福地，最多省一半。[永久]

## 參閲
- 殯儀館
- 喪葬
- 紙棺材